# August Franz Joseph Karl Mayer
August Franz Joseph Karl Mayer (2 de noviembre de 1787, Schwäbisch Gmünd, Württemberg; † 9 de noviembre de 1865, Bonn) fue un anatomista y fisiólogo alemán, conocido sobre todo por la disputa sobre la interpretación del temprano fósil Neandertal 1, sobre todo contra Hermann Schaaffhausen.

## Biografía
Franz Mayer nació en la ciudad de Schawäbish-Gmünd, en el actual estado federado de Württemberg. Estudió medicina en la ciudad vecina de Tübingen.
A partir de 1812, año en el que consiguió su doctorado, se hizo prosector (el que se encarga de preparar las disecaciones) al año siguiente, en Berna, y en 1815 trabajó como profesor de anatomía, de anatomía patológica y de fisiología en dicha ciudad, hasta que en 1819 ejerció el mismo rol en la Universidad de Bonn (donde se hizo compañero de profesión de Hermann Schaaffhausen), tras aceptar la invitación que le ofreció la universidad. Ejerció como tal hasta 1856, cuando se retiró y relegó su puesto a Maximilian Johann Sigismund Schultze (1825-1874) y Hermann Ludwig Ferdinand von Helmholtz (1821-1894).
Mayer fue un principal partidario y defensor de la doctrina creacionista cristiana. Además, publicó más de 145 escritos, la mayoría continuando la tradición de la filosofía natural, por lo que fue un prolífico escritor, aunque la mayoría de ellos cayeron en el olvido.

## Hombre de Neandertal
Cuando en 1856 se encontraron los restos de Neandertal 1, Franz Mayer tuvo la oportunidad de verlos personalmente. Él, al contrario que Schaaffhausen, que opinaba que los restos pertenecían a un tipo de humano distinto a los actuales, afirmaba que las características de la pelvis y las piernas son producto de alguien que llevaba toda su vida montado a caballo. El brazo derecho, que estaba roto, sería una mala cicatrización que, asociado al continuo dolor, podría explicar la morfología más prominente de sus cejas. Él especulaba que, sencillamente, se trataría de un cosaco ruso que deambulaba por la zona durante la guerra de liberación contra Napoleón, hacia 1813/1814.
En definitiva, rechazaba la idea de que se tratase de un fósil, o de una especie humana distinta, apostando por un jinete con deformidades óseas patológicas.